# Clásica de San Sebastián 2023
Clásica de San Sebastián 2023 var den 42:a upplagan av det spanska cykelloppet Clásica de San Sebastián. Tävlingen avgjordes den 29 juli 2023 med både start och målgång i San Sebastián. Loppet var en del av UCI World Tour 2023 och vanns av belgiske Remco Evenepoel från cykelstallet Soudal–Quick-Step.

## Deltagande lag
| WorldTeams (18)- AG2R Citroën Team - Alpecin-Deceuninck - Astana Qazaqstan Team - Bahrain Victorious - Bora-Hansgrohe - Cofidis - EF Education-EasyPost - Groupama-FDJ - Ineos Grenadiers - Intermarché-Circus-Wanty - Jumbo-Visma - Lidl-Trek - Movistar Team - Soudal Quick-Step - Arkéa-Samsic - Team DSM-Firmenich - Team Jayco AlUla - UAE Team Emirates ProTeams (7)- Burgos-BH - Caja Rural-Seguros RGA - Equipo Kern Pharma - Euskaltel-Euskadi - Israel-Premier Tech - Lotto Dstny - TotalEnergies |
| |

## Resultat
| \| Totaltävlingen \| Totaltävlingen \| Totaltävlingen \| Totaltävlingen \| Totaltävlingen \| \| Cyklist \| Cyklist \| Lag \| Tid \| \| \| -------------- \| ------------------- \| ------------------------ \| -------------- \| -------------- \| \| 1. \| Remco Evenepoel \| Soudal Quick-Step \| 5t 30' 59" \| \| \| 2. \| Peio Bilbao \| Bahrain Victorious \| + 0" \| \| \| 3. \| Aleksandr Vlasov \| Bora-Hansgrohe \| + 28" \| \| \| 4. \| Neilson Powless \| EF Education-EasyPost \| + 2' 50" \| \| \| 5. \| Ion Izagirre \| Cofidis \| + 2' 57" \| \| \| 6. \| Toms Skujiņš \| Lidl-Trek \| + 3' 02" \| \| \| 7. \| Alex Aranburu \| Movistar Team \| + 3' 02" \| \| \| 8. \| Rui Costa \| Intermarché-Circus-Wanty \| + 3' 02" \| \| \| 9. \| Andrea Bagioli \| Soudal Quick-Step \| + 3' 02" \| \| \| 10. \| Tiesj Benoot \| Jumbo-Visma \| + 3' 02" \| \| \| 11. \| Juan Ayuso \| UAE Team Emirates \| + 3' 02" \| \| \| 12. \| Alberto Bettiol \| EF Education-EasyPost \| + 3' 02" \| \| \| 13. \| Marc Hirschi \| UAE Team Emirates \| + 3' 02" \| \| \| 14. \| Clément Champoussin \| Arkéa-Samsic \| + 3' 02" \| \| \| 15. \| Carlos Rodríguez \| Ineos Grenadiers \| + 3' 02" \| \| \| 16. \| Jason Osborne \| Alpecin-Deceuninck \| + 3' 02" \| \| \| 17. \| Mikel Landa \| Bahrain Victorious \| + 3' 02" \| \| \| 18. \| Chris Harper \| Team Jayco AlUla \| + 3' 02" \| \| \| 19. \| Jakob Fuglsang \| Israel-Premier Tech \| + 3' 02" \| \| \| 20. \| Felix Gall \| AG2R Citroën Team \| + 3' 02" \| \| |                     |                          |            |
| |                     |                          |            |
| Källa: ProCyclingStats |                     |                          |            |
| Totaltävlingen |                     |                          |            |
| Cyklist | Cyklist             | Lag                      | Tid        |
| 1. | Remco Evenepoel     | Soudal Quick-Step        | 5t 30' 59" |
| 2. | Peio Bilbao         | Bahrain Victorious       | + 0"       |
| 3. | Aleksandr Vlasov    | Bora-Hansgrohe           | + 28"      |
| 4. | Neilson Powless     | EF Education-EasyPost    | + 2' 50"   |
| 5. | Ion Izagirre        | Cofidis                  | + 2' 57"   |
| 6. | Toms Skujiņš        | Lidl-Trek                | + 3' 02"   |
| 7. | Alex Aranburu       | Movistar Team            | + 3' 02"   |
| 8. | Rui Costa           | Intermarché-Circus-Wanty | + 3' 02"   |
| 9. | Andrea Bagioli      | Soudal Quick-Step        | + 3' 02"   |
| 10. | Tiesj Benoot        | Jumbo-Visma              | + 3' 02"   |
| 11. | Juan Ayuso          | UAE Team Emirates        | + 3' 02"   |
| 12. | Alberto Bettiol     | EF Education-EasyPost    | + 3' 02"   |
| 13. | Marc Hirschi        | UAE Team Emirates        | + 3' 02"   |
| 14. | Clément Champoussin | Arkéa-Samsic             | + 3' 02"   |
| 15. | Carlos Rodríguez    | Ineos Grenadiers         | + 3' 02"   |
| 16. | Jason Osborne       | Alpecin-Deceuninck       | + 3' 02"   |
| 17. | Mikel Landa         | Bahrain Victorious       | + 3' 02"   |
| 18. | Chris Harper        | Team Jayco AlUla         | + 3' 02"   |
| 19. | Jakob Fuglsang      | Israel-Premier Tech      | + 3' 02"   |
| 20. | Felix Gall          | AG2R Citroën Team        | + 3' 02"   |

## Startlista
| Soudal Quick-Step SOQ | Soudal Quick-Step SOQ            | Soudal Quick-Step SOQ |
| --------------------- | -------------------------------- | --------------------- |
| #                     | Cyklist                          | Placering             |
| 1                     | Remco Evenepoel (BEL) (landsväg) | 1.                    |
| 2                     | Andrea Bagioli (ITA)             | 9.                    |
| 3                     | Julian Alaphilippe (FRA)         | DNF                   |
| 4                     | James Knox (GBR)                 | DNF                   |
| 5                     | Rémi Cavagna (FRA)               | DNF                   |
| 6                     | Pieter Serry (BEL)               | DNF                   |
| 7                     | Mauri Vansevenant (BEL)          | 40.                   |

| AG2R Citroën Team ACT | AG2R Citroën Team ACT   | AG2R Citroën Team ACT |
| --------------------- | ----------------------- | --------------------- |
| #                     | Cyklist                 | Placering             |
| 11                    | Alex Baudin (FRA)       | 29.                   |
| 12                    | Clément Berthet (FRA)   | 44.                   |
| 13                    | Franck Bonnamour (FRA)  | DNF                   |
| 14                    | Ben O'Connor (AUS)      | DNF                   |
| 15                    | Felix Gall (AUT)        | 20.                   |
| 16                    | Nicolas Prodhomme (FRA) | DNF                   |
| 17                    | Damien Touzé (FRA)      | DNF                   |

| Alpecin-Deceuninck ADC | Alpecin-Deceuninck ADC  | Alpecin-Deceuninck ADC |
| ---------------------- | ----------------------- | ---------------------- |
| #                      | Cyklist                 | Placering              |
| 21                     | Quinten Hermans (BEL)   | DNF                    |
| 22                     | Kristian Sbaragli (ITA) | 54.                    |
| 23                     | Gianni Vermeersch (BEL) | DNF                    |
| 24                     | Jason Osborne (GER)     | 16.                    |
| 25                     | Xandro Meurisse (BEL)   | DNF                    |
| 26                     | Jimmy Janssens (BEL)    | DNF                    |
| 27                     | Tobias Bayer (AUT)      | DNF                    |

| Arkéa-Samsic ARK | Arkéa-Samsic ARK          | Arkéa-Samsic ARK |
| ---------------- | ------------------------- | ---------------- |
| #                | Cyklist                   | Placering        |
| 31               | Élie Gesbert (FRA)        | DNF              |
| 32               | Louis Barré (FRA)         | DNF              |
| 33               | Clément Champoussin (FRA) | 14.              |
| 34               | Anthony Delaplace (FRA)   | 43.              |
| 35               | Thibault Guernalec (FRA)  | DNF              |
| 36               | Simon Guglielmi (FRA)     | DNF              |
| 37               | Alessandro Verre (ITA)    | DNF              |

| Astana Qazaqstan Team AST | Astana Qazaqstan Team AST        | Astana Qazaqstan Team AST |
| ------------------------- | -------------------------------- | ------------------------- |
| #                         | Cyklist                          | Placering                 |
| 41                        | Alexej Lutsenko (KAZ) (landsväg) | 31.                       |
| 42                        | Yuriy Natarov (KAZ)              | OTL                       |
| 43                        | Leonardo Basso (ITA)             | DNF                       |
| 44                        | Fabio Felline (ITA)              | 56.                       |
| 45                        | Javier Romo (ESP)                | DNF                       |
| 46                        | Harold Tejada (COL)              | DNF                       |
| 47                        | Simone Velasco (ITA) (landsväg)  | 28.                       |

| Bora-Hansgrohe BOH | Bora-Hansgrohe BOH          | Bora-Hansgrohe BOH |
| ------------------ | --------------------------- | ------------------ |
| #                  | Cyklist                     | Placering          |
| 51                 | Bob Jungels (LUX)           | DNF                |
| 52                 | Ide Schelling (NED)         | DNF                |
| 53                 | Frederik Wandahl (DEN)      | 63.                |
| 54                 | Matteo Fabbro (ITA)         | 69.                |
| 55                 | Nico Denz (GER)             | DNF                |
| 56                 | Maximilian Schachmann (GER) | 74.                |
| 57                 | Aleksandr Vlasov            | 3.                 |

| Cofidis COF | Cofidis COF              | Cofidis COF |
| ----------- | ------------------------ | ----------- |
| #           | Cyklist                  | Placering   |
| 61          | Ion Izagirre (ESP)       | 5.          |
| 62          | Thomas Champion (FRA)    | DNF         |
| 63          | Alexandre Delettre (FRA) | DNF         |
| 64          | Guillaume Martin (FRA)   | 32.         |
| 65          | José Herrada (ESP)       | 87.         |
| 66          | Benjamin Thomas (FRA)    | DNF         |
| 67          | André Carvalho (POR)     | DNF         |

| Team DSM-Firmenich DSM | Team DSM-Firmenich DSM   | Team DSM-Firmenich DSM |
| ---------------------- | ------------------------ | ---------------------- |
| #                      | Cyklist                  | Placering              |
| 71                     | Romain Bardet (FRA)      | 38.                    |
| 72                     | Matthew Dinham (AUS)     | 47.                    |
| 73                     | Chris Hamilton (AUS)     | 84.                    |
| 74                     | Andreas Leknessund (NOR) | 90.                    |
| 75                     | Florian Stork (GER)      | 42.                    |
| 76                     | Marco Brenner (GER)      | 93.                    |
| 77                     | Kevin Vermaerke (USA)    | 21.                    |

| EF Education-EasyPost EFE | EF Education-EasyPost EFE  | EF Education-EasyPost EFE |
| ------------------------- | -------------------------- | ------------------------- |
| #                         | Cyklist                    | Placering                 |
| 81                        | Neilson Powless (USA)      | 4.                        |
| 82                        | Ben Healy (IRL) (landsväg) | 45.                       |
| 83                        | Alberto Bettiol (ITA)      | 12.                       |
| 84                        | Simon Carr (GBR)           | DNF                       |
| 85                        | Andrea Piccolo (ITA)       | DNF                       |
| 86                        | Rigoberto Urán (COL)       | 64.                       |
| 87                        | Odd Christian Eiking (NOR) | 94.                       |

| Groupama-FDJ GFC | Groupama-FDJ GFC         | Groupama-FDJ GFC |
| ---------------- | ------------------------ | ---------------- |
| #                | Cyklist                  | Placering        |
| 91               | Bruno Armirail (FRA)     | DNF              |
| 92               | Romain Grégoire (FRA)    | 73.              |
| 93               | Matthieu Ladagnous (FRA) | DNF              |
| 94               | Reuben Thompson (NZL)    | 58.              |
| 95               | Rudy Molard (FRA)        | 36.              |
| 96               | Quentin Pacher (FRA)     | DNF              |
| 97               | Lars van den Berg (NED)  | 75.              |

| Intermarché-Circus-Wanty ICW | Intermarché-Circus-Wanty ICW | Intermarché-Circus-Wanty ICW |
| ---------------------------- | ---------------------------- | ---------------------------- |
| #                            | Cyklist                      | Placering                    |
| 101                          | Rui Costa (POR)              | 8.                           |
| 102                          | Biniam Girmay (ERI)          | DNF                          |
| 103                          | Laurens Huys (BEL)           | DNF                          |
| 104                          | Aimé De Gendt (BEL)          | 70.                          |
| 105                          | Lorenzo Rota (ITA)           | 30.                          |
| 106                          | Loïc Vliegen (BEL)           | DNF                          |
| 107                          | Georg Zimmermann (GER)       | DNF                          |

| Ineos Grenadiers IGD | Ineos Grenadiers IGD        | Ineos Grenadiers IGD |
| -------------------- | --------------------------- | -------------------- |
| #                    | Cyklist                     | Placering            |
| 111                  | Carlos Rodríguez (ESP)      | 15.                  |
| 112                  | Jhonatan Narváez (ECU)      | 72.                  |
| 113                  | Brandon Rivera (COL)        | DNF                  |
| 114                  | Omar Fraile (ESP)           | DNF                  |
| 115                  | Ben Tulett (GBR)            | DNF                  |
| 116                  | Luke Plapp (AUS) (landsväg) | DNF                  |
| 117                  | Ben Turner (GBR)            | OTL                  |

| Movistar Team MOV | Movistar Team MOV         | Movistar Team MOV |
| ----------------- | ------------------------- | ----------------- |
| #                 | Cyklist                   | Placering         |
| 121               | Alex Aranburu (ESP)       | 7.                |
| 122               | Iván García Cortina (ESP) | 27.               |
| 123               | Iván Romeo (ESP)          | 79.               |
| 124               | Lluís Mas (ESP)           | DNF               |
| 125               | José Joaquín Rojas (ESP)  | DNF               |
| 126               | Iván Sosa (COL)           | DNF               |
| 127               | Gorka Izagirre (ESP)      | 26.               |

| Team Jayco AlUla JAY | Team Jayco AlUla JAY       | Team Jayco AlUla JAY |
| -------------------- | -------------------------- | -------------------- |
| #                    | Cyklist                    | Placering            |
| 131                  | Michael Matthews (AUS)     | DNF                  |
| 132                  | Hagos Welay Berhe (ETH)    | 41.                  |
| 133                  | Jan Maas (NED)             | 67.                  |
| 134                  | Felix Engelhardt (GER)     | 85.                  |
| 135                  | Chris Harper (AUS)         | 18.                  |
| 136                  | Alessandro De Marchi (ITA) | DNF                  |
| 137                  | Lawson Craddock (USA)      | DNF                  |

| Bahrain Victorious TBV | Bahrain Victorious TBV      | Bahrain Victorious TBV |
| ---------------------- | --------------------------- | ---------------------- |
| #                      | Cyklist                     | Placering              |
| 141                    | Peio Bilbao (ESP)           | 2.                     |
| 142                    | Mikel Landa (ESP)           | 17.                    |
| 143                    | Santiago Buitrago (COL)     | 61.                    |
| 144                    | Yukiya Arashiro (JPN)       | DNF                    |
| 145                    | Jonathan Milan (ITA)        | DNF                    |
| 146                    | Edoardo Zambanini (ITA)     | DNF                    |
| 147                    | Johan Price-Pejtersen (DEN) | DNF                    |

| Lidl-Trek LTK | Lidl-Trek LTK                  | Lidl-Trek LTK |
| ------------- | ------------------------------ | ------------- |
| #             | Cyklist                        | Placering     |
| 151           | Tony Gallopin (FRA)            | DNF           |
| 152           | Julien Bernard (FRA)           | 48.           |
| 153           | Kenny Elissonde (FRA)          | 33.           |
| 154           | Bauke Mollema (NED)            | 50.           |
| 155           | Marc Brustenga (ESP)           | DNF           |
| 156           | Mathias Vacek (CZE) (landsväg) | DNF           |
| 157           | Toms Skujiņš (LAT)             | 6.            |

| Jumbo-Visma TJV | Jumbo-Visma TJV            | Jumbo-Visma TJV |
| --------------- | -------------------------- | --------------- |
| #               | Cyklist                    | Placering       |
| 161             | Tiesj Benoot (BEL)         | 10.             |
| 162             | Edoardo Affini (ITA)       | DNF             |
| 163             | Lennard Hofstede (NED)     | DNF             |
| 164             | Thomas Gloag (GBR)         | 86.             |
| 165             | Gijs Leemreize (NED)       | 49.             |
| 166             | Timo Roosen (NED)          | DNF             |
| 167             | Nathan Van Hooydonck (BEL) | 25.             |

| UAE Team Emirates UAD | UAE Team Emirates UAD         | UAE Team Emirates UAD |
| --------------------- | ----------------------------- | --------------------- |
| #                     | Cyklist                       | Placering             |
| 171                   | Juan Ayuso (ESP)              | 11.                   |
| 172                   | Sjoerd Bax (NED)              | DNF                   |
| 173                   | George Bennett (NZL)          | 23.                   |
| 174                   | Domen Novak (SLO)             | 76.                   |
| 175                   | Alessandro Covi (ITA)         | 91.                   |
| 176                   | Marc Hirschi (SUI) (landsväg) | 13.                   |
| 177                   | Diego Ulissi (ITA)            | 57.                   |

| Burgos-BH BBH | Burgos-BH BBH                  | Burgos-BH BBH |
| ------------- | ------------------------------ | ------------- |
| #             | Cyklist                        | Placering     |
| 181           | Ander Okamika (ESP)            | 78.           |
| 182           | José Manuel Díaz Gallego (ESP) | DNF           |
| 183           | Antonio Fagúndez (URU)         | 81.           |
| 184           | Andrés Camilo Ardila (COL)     | DNF           |
| 185           | Victor Langellotti (MON)       | DNF           |
| 186           | Mario Aparicio (ESP)           | 68.           |
| 187           | Clément Alleno (FRA)           | OTL           |

| Caja Rural-Seguros RGA CJR | Caja Rural-Seguros RGA CJR | Caja Rural-Seguros RGA CJR |
| -------------------------- | -------------------------- | -------------------------- |
| #                          | Cyklist                    | Placering                  |
| 191                        | Fernando Barceló (ESP)     | 71.                        |
| 192                        | Jokin Murguialday (ESP)    | 60.                        |
| 193                        | Joel Nicolau (ESP)         | 66.                        |
| 194                        | Abel Balderstone (ESP)     | 37.                        |
| 195                        | Michal Schlegel (CZE)      | 39.                        |
| 196                        | Julen Amezqueta (ESP)      | 83.                        |
| 197                        | Josu Etxeberria (ESP)      | DNF                        |

| Equipo Kern Pharma EKP | Equipo Kern Pharma EKP | Equipo Kern Pharma EKP |
| ---------------------- | ---------------------- | ---------------------- |
| #                      | Cyklist                | Placering              |
| 201                    | Roger Adrià (ESP)      | 46.                    |
| 202                    | Urko Berrade (ESP)     | 34.                    |
| 203                    | Pablo Castrillo (ESP)  | 24.                    |
| 204                    | Iñigo Elosegui (ESP)   | DNF                    |
| 205                    | Jordi López (ESP)      | DNF                    |
| 206                    | Pau Miquel (ESP)       | 51.                    |
| 207                    | Ibon Ruiz (ESP)        | 72.                    |

| Euskaltel-Euskadi EUS | Euskaltel-Euskadi EUS   | Euskaltel-Euskadi EUS |
| --------------------- | ----------------------- | --------------------- |
| #                     | Cyklist                 | Placering             |
| 211                   | Xabier Isasa (ESP)      | DNF                   |
| 212                   | Txomin Juaristi (ESP)   | 92.                   |
| 213                   | Ibai Azurmendi (ESP)    | 77.                   |
| 214                   | Xabier Azparren (ESP)   | DNF                   |
| 215                   | Mikel Iturria (ESP)     | 65.                   |
| 216                   | Xabier Berasategi (ESP) | 88.                   |
| 217                   | Joan Bou (ESP)          | 35.                   |

| TotalEnergies TEN | TotalEnergies TEN         | TotalEnergies TEN |
| ----------------- | ------------------------- | ----------------- |
| #                 | Cyklist                   | Placering         |
| 221               | Mathieu Burgaudeau (FRA)  | DNF               |
| 222               | Jérémy Cabot (FRA)        | DNF               |
| 223               | Víctor de la Parte (ESP)  | 89.               |
| 224               | Fabien Grellier (FRA)     | DNF               |
| 225               | Alan Jousseaume (FRA)     | 59.               |
| 226               | Pierre-Roger Latour (FRA) | DNF               |
| 227               | Mattéo Vercher (FRA)      | DNF               |

| Lotto Dstny LTD | Lotto Dstny LTD          | Lotto Dstny LTD |
| --------------- | ------------------------ | --------------- |
| #               | Cyklist                  | Placering       |
| 231             | Johannes Adamietz (GER)  | 53.             |
| 232             | Arjen Livyns (BEL)       | DNF             |
| 233             | Mathijs Paasschens (NED) | DNF             |
| 234             | Eduardo Sepúlveda (ARG)  | 52.             |
| 235             | Liam Slock (BEL)         | OTL             |
| 236             | Harry Sweeny (AUS)       | 22.             |
| 237             | Jarrad Drizners (AUS)    | DNF             |

| Israel-Premier Tech IPT | Israel-Premier Tech IPT  | Israel-Premier Tech IPT |
| ----------------------- | ------------------------ | ----------------------- |
| #                       | Cyklist                  | Placering               |
| 241                     | Mads Würtz Schmidt (DEN) | DNF                     |
| 242                     | Jakob Fuglsang (DEN)     | 19.                     |
| 243                     | Omer Goldstein (ISR)     | 80.                     |
| 244                     | Nick Schultz (AUS)       | DNF                     |
| 245                     | Dylan Teuns (BEL)        | DNF                     |
| 246                     | Stephen Williams (GBR)   | 62.                     |
| 247                     | Simon Clarke (AUS)       | 55.                     |

| Soudal Quick-Step SOQ | Soudal Quick-Step SOQ            | Soudal Quick-Step SOQ |
| --------------------- | -------------------------------- | --------------------- |
| #                     | Cyklist                          | Placering             |
| 1                     | Remco Evenepoel (BEL) (landsväg) | 1.                    |
| 2                     | Andrea Bagioli (ITA)             | 9.                    |
| 3                     | Julian Alaphilippe (FRA)         | DNF                   |
| 4                     | James Knox (GBR)                 | DNF                   |
| 5                     | Rémi Cavagna (FRA)               | DNF                   |
| 6                     | Pieter Serry (BEL)               | DNF                   |
| 7                     | Mauri Vansevenant (BEL)          | 40.                   |

| AG2R Citroën Team ACT | AG2R Citroën Team ACT   | AG2R Citroën Team ACT |
| --------------------- | ----------------------- | --------------------- |
| #                     | Cyklist                 | Placering             |
| 11                    | Alex Baudin (FRA)       | 29.                   |
| 12                    | Clément Berthet (FRA)   | 44.                   |
| 13                    | Franck Bonnamour (FRA)  | DNF                   |
| 14                    | Ben O'Connor (AUS)      | DNF                   |
| 15                    | Felix Gall (AUT)        | 20.                   |
| 16                    | Nicolas Prodhomme (FRA) | DNF                   |
| 17                    | Damien Touzé (FRA)      | DNF                   |

| Alpecin-Deceuninck ADC | Alpecin-Deceuninck ADC  | Alpecin-Deceuninck ADC |
| ---------------------- | ----------------------- | ---------------------- |
| #                      | Cyklist                 | Placering              |
| 21                     | Quinten Hermans (BEL)   | DNF                    |
| 22                     | Kristian Sbaragli (ITA) | 54.                    |
| 23                     | Gianni Vermeersch (BEL) | DNF                    |
| 24                     | Jason Osborne (GER)     | 16.                    |
| 25                     | Xandro Meurisse (BEL)   | DNF                    |
| 26                     | Jimmy Janssens (BEL)    | DNF                    |
| 27                     | Tobias Bayer (AUT)      | DNF                    |

| Arkéa-Samsic ARK | Arkéa-Samsic ARK          | Arkéa-Samsic ARK |
| ---------------- | ------------------------- | ---------------- |
| #                | Cyklist                   | Placering        |
| 31               | Élie Gesbert (FRA)        | DNF              |
| 32               | Louis Barré (FRA)         | DNF              |
| 33               | Clément Champoussin (FRA) | 14.              |
| 34               | Anthony Delaplace (FRA)   | 43.              |
| 35               | Thibault Guernalec (FRA)  | DNF              |
| 36               | Simon Guglielmi (FRA)     | DNF              |
| 37               | Alessandro Verre (ITA)    | DNF              |

| Astana Qazaqstan Team AST | Astana Qazaqstan Team AST        | Astana Qazaqstan Team AST |
| ------------------------- | -------------------------------- | ------------------------- |
| #                         | Cyklist                          | Placering                 |
| 41                        | Alexej Lutsenko (KAZ) (landsväg) | 31.                       |
| 42                        | Yuriy Natarov (KAZ)              | OTL                       |
| 43                        | Leonardo Basso (ITA)             | DNF                       |
| 44                        | Fabio Felline (ITA)              | 56.                       |
| 45                        | Javier Romo (ESP)                | DNF                       |
| 46                        | Harold Tejada (COL)              | DNF                       |
| 47                        | Simone Velasco (ITA) (landsväg)  | 28.                       |

| Bora-Hansgrohe BOH | Bora-Hansgrohe BOH          | Bora-Hansgrohe BOH |
| ------------------ | --------------------------- | ------------------ |
| #                  | Cyklist                     | Placering          |
| 51                 | Bob Jungels (LUX)           | DNF                |
| 52                 | Ide Schelling (NED)         | DNF                |
| 53                 | Frederik Wandahl (DEN)      | 63.                |
| 54                 | Matteo Fabbro (ITA)         | 69.                |
| 55                 | Nico Denz (GER)             | DNF                |
| 56                 | Maximilian Schachmann (GER) | 74.                |
| 57                 | Aleksandr Vlasov            | 3.                 |

| Cofidis COF | Cofidis COF              | Cofidis COF |
| ----------- | ------------------------ | ----------- |
| #           | Cyklist                  | Placering   |
| 61          | Ion Izagirre (ESP)       | 5.          |
| 62          | Thomas Champion (FRA)    | DNF         |
| 63          | Alexandre Delettre (FRA) | DNF         |
| 64          | Guillaume Martin (FRA)   | 32.         |
| 65          | José Herrada (ESP)       | 87.         |
| 66          | Benjamin Thomas (FRA)    | DNF         |
| 67          | André Carvalho (POR)     | DNF         |

| Team DSM-Firmenich DSM | Team DSM-Firmenich DSM   | Team DSM-Firmenich DSM |
| ---------------------- | ------------------------ | ---------------------- |
| #                      | Cyklist                  | Placering              |
| 71                     | Romain Bardet (FRA)      | 38.                    |
| 72                     | Matthew Dinham (AUS)     | 47.                    |
| 73                     | Chris Hamilton (AUS)     | 84.                    |
| 74                     | Andreas Leknessund (NOR) | 90.                    |
| 75                     | Florian Stork (GER)      | 42.                    |
| 76                     | Marco Brenner (GER)      | 93.                    |
| 77                     | Kevin Vermaerke (USA)    | 21.                    |

| EF Education-EasyPost EFE | EF Education-EasyPost EFE  | EF Education-EasyPost EFE |
| ------------------------- | -------------------------- | ------------------------- |
| #                         | Cyklist                    | Placering                 |
| 81                        | Neilson Powless (USA)      | 4.                        |
| 82                        | Ben Healy (IRL) (landsväg) | 45.                       |
| 83                        | Alberto Bettiol (ITA)      | 12.                       |
| 84                        | Simon Carr (GBR)           | DNF                       |
| 85                        | Andrea Piccolo (ITA)       | DNF                       |
| 86                        | Rigoberto Urán (COL)       | 64.                       |
| 87                        | Odd Christian Eiking (NOR) | 94.                       |

| Groupama-FDJ GFC | Groupama-FDJ GFC         | Groupama-FDJ GFC |
| ---------------- | ------------------------ | ---------------- |
| #                | Cyklist                  | Placering        |
| 91               | Bruno Armirail (FRA)     | DNF              |
| 92               | Romain Grégoire (FRA)    | 73.              |
| 93               | Matthieu Ladagnous (FRA) | DNF              |
| 94               | Reuben Thompson (NZL)    | 58.              |
| 95               | Rudy Molard (FRA)        | 36.              |
| 96               | Quentin Pacher (FRA)     | DNF              |
| 97               | Lars van den Berg (NED)  | 75.              |

| Intermarché-Circus-Wanty ICW | Intermarché-Circus-Wanty ICW | Intermarché-Circus-Wanty ICW |
| ---------------------------- | ---------------------------- | ---------------------------- |
| #                            | Cyklist                      | Placering                    |
| 101                          | Rui Costa (POR)              | 8.                           |
| 102                          | Biniam Girmay (ERI)          | DNF                          |
| 103                          | Laurens Huys (BEL)           | DNF                          |
| 104                          | Aimé De Gendt (BEL)          | 70.                          |
| 105                          | Lorenzo Rota (ITA)           | 30.                          |
| 106                          | Loïc Vliegen (BEL)           | DNF                          |
| 107                          | Georg Zimmermann (GER)       | DNF                          |

| Ineos Grenadiers IGD | Ineos Grenadiers IGD        | Ineos Grenadiers IGD |
| -------------------- | --------------------------- | -------------------- |
| #                    | Cyklist                     | Placering            |
| 111                  | Carlos Rodríguez (ESP)      | 15.                  |
| 112                  | Jhonatan Narváez (ECU)      | 72.                  |
| 113                  | Brandon Rivera (COL)        | DNF                  |
| 114                  | Omar Fraile (ESP)           | DNF                  |
| 115                  | Ben Tulett (GBR)            | DNF                  |
| 116                  | Luke Plapp (AUS) (landsväg) | DNF                  |
| 117                  | Ben Turner (GBR)            | OTL                  |

| Movistar Team MOV | Movistar Team MOV         | Movistar Team MOV |
| ----------------- | ------------------------- | ----------------- |
| #                 | Cyklist                   | Placering         |
| 121               | Alex Aranburu (ESP)       | 7.                |
| 122               | Iván García Cortina (ESP) | 27.               |
| 123               | Iván Romeo (ESP)          | 79.               |
| 124               | Lluís Mas (ESP)           | DNF               |
| 125               | José Joaquín Rojas (ESP)  | DNF               |
| 126               | Iván Sosa (COL)           | DNF               |
| 127               | Gorka Izagirre (ESP)      | 26.               |

| Team Jayco AlUla JAY | Team Jayco AlUla JAY       | Team Jayco AlUla JAY |
| -------------------- | -------------------------- | -------------------- |
| #                    | Cyklist                    | Placering            |
| 131                  | Michael Matthews (AUS)     | DNF                  |
| 132                  | Hagos Welay Berhe (ETH)    | 41.                  |
| 133                  | Jan Maas (NED)             | 67.                  |
| 134                  | Felix Engelhardt (GER)     | 85.                  |
| 135                  | Chris Harper (AUS)         | 18.                  |
| 136                  | Alessandro De Marchi (ITA) | DNF                  |
| 137                  | Lawson Craddock (USA)      | DNF                  |

| Bahrain Victorious TBV | Bahrain Victorious TBV      | Bahrain Victorious TBV |
| ---------------------- | --------------------------- | ---------------------- |
| #                      | Cyklist                     | Placering              |
| 141                    | Peio Bilbao (ESP)           | 2.                     |
| 142                    | Mikel Landa (ESP)           | 17.                    |
| 143                    | Santiago Buitrago (COL)     | 61.                    |
| 144                    | Yukiya Arashiro (JPN)       | DNF                    |
| 145                    | Jonathan Milan (ITA)        | DNF                    |
| 146                    | Edoardo Zambanini (ITA)     | DNF                    |
| 147                    | Johan Price-Pejtersen (DEN) | DNF                    |

| Lidl-Trek LTK | Lidl-Trek LTK                  | Lidl-Trek LTK |
| ------------- | ------------------------------ | ------------- |
| #             | Cyklist                        | Placering     |
| 151           | Tony Gallopin (FRA)            | DNF           |
| 152           | Julien Bernard (FRA)           | 48.           |
| 153           | Kenny Elissonde (FRA)          | 33.           |
| 154           | Bauke Mollema (NED)            | 50.           |
| 155           | Marc Brustenga (ESP)           | DNF           |
| 156           | Mathias Vacek (CZE) (landsväg) | DNF           |
| 157           | Toms Skujiņš (LAT)             | 6.            |

| Jumbo-Visma TJV | Jumbo-Visma TJV            | Jumbo-Visma TJV |
| --------------- | -------------------------- | --------------- |
| #               | Cyklist                    | Placering       |
| 161             | Tiesj Benoot (BEL)         | 10.             |
| 162             | Edoardo Affini (ITA)       | DNF             |
| 163             | Lennard Hofstede (NED)     | DNF             |
| 164             | Thomas Gloag (GBR)         | 86.             |
| 165             | Gijs Leemreize (NED)       | 49.             |
| 166             | Timo Roosen (NED)          | DNF             |
| 167             | Nathan Van Hooydonck (BEL) | 25.             |

| UAE Team Emirates UAD | UAE Team Emirates UAD         | UAE Team Emirates UAD |
| --------------------- | ----------------------------- | --------------------- |
| #                     | Cyklist                       | Placering             |
| 171                   | Juan Ayuso (ESP)              | 11.                   |
| 172                   | Sjoerd Bax (NED)              | DNF                   |
| 173                   | George Bennett (NZL)          | 23.                   |
| 174                   | Domen Novak (SLO)             | 76.                   |
| 175                   | Alessandro Covi (ITA)         | 91.                   |
| 176                   | Marc Hirschi (SUI) (landsväg) | 13.                   |
| 177                   | Diego Ulissi (ITA)            | 57.                   |

| Burgos-BH BBH | Burgos-BH BBH                  | Burgos-BH BBH |
| ------------- | ------------------------------ | ------------- |
| #             | Cyklist                        | Placering     |
| 181           | Ander Okamika (ESP)            | 78.           |
| 182           | José Manuel Díaz Gallego (ESP) | DNF           |
| 183           | Antonio Fagúndez (URU)         | 81.           |
| 184           | Andrés Camilo Ardila (COL)     | DNF           |
| 185           | Victor Langellotti (MON)       | DNF           |
| 186           | Mario Aparicio (ESP)           | 68.           |
| 187           | Clément Alleno (FRA)           | OTL           |

| Caja Rural-Seguros RGA CJR | Caja Rural-Seguros RGA CJR | Caja Rural-Seguros RGA CJR |
| -------------------------- | -------------------------- | -------------------------- |
| #                          | Cyklist                    | Placering                  |
| 191                        | Fernando Barceló (ESP)     | 71.                        |
| 192                        | Jokin Murguialday (ESP)    | 60.                        |
| 193                        | Joel Nicolau (ESP)         | 66.                        |
| 194                        | Abel Balderstone (ESP)     | 37.                        |
| 195                        | Michal Schlegel (CZE)      | 39.                        |
| 196                        | Julen Amezqueta (ESP)      | 83.                        |
| 197                        | Josu Etxeberria (ESP)      | DNF                        |

| Equipo Kern Pharma EKP | Equipo Kern Pharma EKP | Equipo Kern Pharma EKP |
| ---------------------- | ---------------------- | ---------------------- |
| #                      | Cyklist                | Placering              |
| 201                    | Roger Adrià (ESP)      | 46.                    |
| 202                    | Urko Berrade (ESP)     | 34.                    |
| 203                    | Pablo Castrillo (ESP)  | 24.                    |
| 204                    | Iñigo Elosegui (ESP)   | DNF                    |
| 205                    | Jordi López (ESP)      | DNF                    |
| 206                    | Pau Miquel (ESP)       | 51.                    |
| 207                    | Ibon Ruiz (ESP)        | 72.                    |

| Euskaltel-Euskadi EUS | Euskaltel-Euskadi EUS   | Euskaltel-Euskadi EUS |
| --------------------- | ----------------------- | --------------------- |
| #                     | Cyklist                 | Placering             |
| 211                   | Xabier Isasa (ESP)      | DNF                   |
| 212                   | Txomin Juaristi (ESP)   | 92.                   |
| 213                   | Ibai Azurmendi (ESP)    | 77.                   |
| 214                   | Xabier Azparren (ESP)   | DNF                   |
| 215                   | Mikel Iturria (ESP)     | 65.                   |
| 216                   | Xabier Berasategi (ESP) | 88.                   |
| 217                   | Joan Bou (ESP)          | 35.                   |

| TotalEnergies TEN | TotalEnergies TEN         | TotalEnergies TEN |
| ----------------- | ------------------------- | ----------------- |
| #                 | Cyklist                   | Placering         |
| 221               | Mathieu Burgaudeau (FRA)  | DNF               |
| 222               | Jérémy Cabot (FRA)        | DNF               |
| 223               | Víctor de la Parte (ESP)  | 89.               |
| 224               | Fabien Grellier (FRA)     | DNF               |
| 225               | Alan Jousseaume (FRA)     | 59.               |
| 226               | Pierre-Roger Latour (FRA) | DNF               |
| 227               | Mattéo Vercher (FRA)      | DNF               |

| Lotto Dstny LTD | Lotto Dstny LTD          | Lotto Dstny LTD |
| --------------- | ------------------------ | --------------- |
| #               | Cyklist                  | Placering       |
| 231             | Johannes Adamietz (GER)  | 53.             |
| 232             | Arjen Livyns (BEL)       | DNF             |
| 233             | Mathijs Paasschens (NED) | DNF             |
| 234             | Eduardo Sepúlveda (ARG)  | 52.             |
| 235             | Liam Slock (BEL)         | OTL             |
| 236             | Harry Sweeny (AUS)       | 22.             |
| 237             | Jarrad Drizners (AUS)    | DNF             |

| Israel-Premier Tech IPT | Israel-Premier Tech IPT  | Israel-Premier Tech IPT |
| ----------------------- | ------------------------ | ----------------------- |
| #                       | Cyklist                  | Placering               |
| 241                     | Mads Würtz Schmidt (DEN) | DNF                     |
| 242                     | Jakob Fuglsang (DEN)     | 19.                     |
| 243                     | Omer Goldstein (ISR)     | 80.                     |
| 244                     | Nick Schultz (AUS)       | DNF                     |
| 245                     | Dylan Teuns (BEL)        | DNF                     |
| 246                     | Stephen Williams (GBR)   | 62.                     |
| 247                     | Simon Clarke (AUS)       | 55.                     |

Förklaringar
DNF = Fullföljde inte, OTL = Utanför tidsgränsen, DNS = Startade inte, DSQ = Diskvalificerad